# 永福町検車区
永福町検車区（えいふくちょうけんしゃく）は、東京都杉並区に所在した京王帝都電鉄（現・京王電鉄）の車両基地。なお、本稿では併設されていた永福町工場についても記述する。

## 概要
1933年（昭和8年）の帝都電鉄線（現・井の頭線）渋谷 - 井の頭公園間の開業と同時に永福町駅構内北側に開設された。線内唯一の車両基地であるため、全車両が留置できるように多くの留置線が設けられた。また、航空機の格納庫を彷彿させるような車庫が建てられ、長年親しまれた。しかし1945年（昭和20年）5月25日、東京大空襲（山の手大空襲）により被災し、29両のうち実に24両が焼失という壊滅的な被害を受けた。これにより井の頭線は車両不足となったため、応急的に代田連絡線が敷設され、戦後にかけて他路線との間で車両の搬出入が行われることとなる。
戦後、京王帝都電鉄成立後も井の頭線の車両基地として稼動したが、1971年（昭和46年）の急行の新設による永福町駅の待避線新設などにより、1966年（昭和41年）に検車区が廃止（富士見ヶ丘検車区として富士見ヶ丘 - 久我山間に移転）、1970年（昭和45年）4月1日には工場も廃止され、富士見ヶ丘検車区の隣に建設された富士見ヶ丘工場に移転された。
なお、格納庫型の車庫は検車区・工場廃止後も京王バスの車庫として利用されたが、1986年（昭和61年）に解体された。

## 廃止後
現在、検車区・工場跡地には前述の永福町駅の待避線と、京王バス東・永福町営業所がある。また、検車区が所在した名残で、永福町駅の吉祥寺寄りに留置線が2線設置され、通常保線車両が留置されている。なお、富士見ヶ丘検車区は狭小スペースにあるため新車搬入ができず、永福町営業所内に引き込み線が設置されて留置線に接続しており、ここから新車が搬入される。また、この留置線では廃車となった車両の搬出も行っている。